# Matlock (Iowa)
Matlock is een plaats (city) in de Amerikaanse staat Iowa, en valt bestuurlijk gezien onder Sioux County.

## Demografie
Bij de volkstelling in 2000 werd het aantal inwoners vastgesteld op 83. In 2006 is het aantal inwoners door het United States Census Bureau geschat op 84, een stijging van 1 (1,2%).

## Geografie
Volgens het United States Census Bureau beslaat de plaats een oppervlakte van 1,0 km², geheel bestaande uit land. Matlock ligt op ongeveer 427 m boven zeeniveau.

## Plaatsen in de nabije omgeving
De onderstaande figuur toont nabijgelegen plaatsen in een straal van 20 km rond Matlock.